# Harry Connick Jr.
Harry Connick Jr. (født 11. september 1967) er en amerikansk sanger, pianist og skuespiller.

## Privatliv
Hans far, Harry Connick Sr., var distriktsdommer i New Orleans i 27 år. Han er hovedansvarlig for Krewe of Orpheus, en musikalsk gruppe som optræder på den årlige Mardi Gras-festival.
Harry Connick Jr. gifter sig med supermodellen og tidligere Victoria's Secret model Jill Goodacreden 16. april 1994 i St. Louis Cathedral, New Orleans, Louisiana. Sammen har de tre døtre: Georgien Tatom (født 17. april 1996), Sarah Kate (12. september 1997), og Charlotte (født 26. juni 2002). Familien bor i øjeblikket i New Canaan, Connecticut og New York City, New York. Connick er praktiserende romersk-katolik.

Sangen "Jill", på albummet Blue Light, Red Light (1991) handler om hende.

## Musik
Hans musik omfatter jazz, noget af det i stil med croonermusikken fra 1940'erne og tidlig 1950'erne, New Orleans inspireret funk og blues.
For øvrigt blev han i 2004 nomineret til en Grammy i kategorien Bedste traditionelle popvokalalbum, for Only You, et album med ballader fra 1950 og 1960'erne, og vandt i 2002 samme kategori for Songs I Heard, et mere svingende pop-jazz-album med hans version af sange fra kendte musikere som Annie, Sound of Music og Charlie og chokoladefabrikken. Har ellers vundet Grammy i 1989 og 1991 for "Best Jazz Vocal Performance-Male".
Et andet eksempel der er nærmere popgenren er To See You fra 1997. Som en del af turneen i forbindelse med albummet, var han i Norge som artist på Nobels fredspriskonsert.
Han fik succes som skuespiller på Broadway, i hovedrollen i en Broadway-opsætning af musicalen The Pajama Game i 2006. 
Harry Connick Jr. gav sin første danske koncert nogensinde i oktober 2007. Han kom til København med sit bigband.

## Film
Han spillefilmsdebuterede som 22-årig i 1990 med rollen i Michael Caton-Jones film Memphis Belle. Hans første mandlige hovedrolle i en spillefilm var rollen som Justin i Hope Floats (1998) med Sandra Bullock. Han spillede den mandlige hovedrolle i Life Without Dick (2001) med Sarah Jessica Parker, og medvirkede i New in Town i 2009 med Renée Zellweger. Han har desuden medvirket i blandt andet Copycat, Independence Day, Basic, og Little Man Tate.
Han har arbejdet med den danske instruktør Jonas Elmer i New in Town (2009).

## Album
- 2009: Your Songs
- 2008: What a Night! A Christmas Album
- 2007: Oh, My Nola – med bigband
- 2007: Chanson du Vieux Carre: Connick On Piano, Vol. 3 – med bigband, instrumental
- 2006: Harry on Broadway, Act I
- 2005: Occasion: Connick on Piano, Vol. 2 – piano, saxofon, instrumental
- 2004: Only You – pop
- 2003: Other Hours: Connick on Piano, Vol. 1 – instrumental
- 2003: Harry for the Holidays – julemusik, med bigband, orkester
- 2002: Thou Shalt Not – Broadway musical indspilning
- 2001: Songs I Heard – med bigband, orkester
- 2001: 30 – solo piano
- 1999: Come by Me – med bigband
- 1997: To See You – med orkester
- 1995: Star Turtle – funk
- 1994: She – funk
- 1993: When My Heart Finds Christmas – julemusik, med bigband, orkester
- 1992: 25 – solo piano
- 1991: Blue Light, Red Light – bigband
- 1990: We Are in Love – med bigband, orkester
- 1990: Lofty's Roach Souffle – jazz trio, instrumental
- 1989: When Harry Met Sally – filmmusik, med bigband
- 1988: 20 – solo piano
- 1987: Harry Connick, Jr. – solo piano, instrumental
- 1978: 11 – dixieland, solo piano, instrumental

## Filmografi
- 2013: Angels Sing
- 2009: New in Town – med bl.a. Renée Zellweger – instruktør Jonas Elmer
- 2007: P.S. I Love You – med bl.a. Hilary Swank, Gerard Butler, Lisa Kudrow, Kathy Bates
- 2007: Bug – af Eksorsisten- instruktør William Friedkin
- 2005: The Happy Elf – stemme, producent
- 2004: Mickey – baseret på en bog af John Grisham
- 2003: Basic – med bl.a. John Travolta
- 2001: South Pacific – med bl.a. Glenn Close
- 2001: Life Without Dick – med bl.a. Sarah Jessica Parker
- 2000: The Simian Line
- 2000: My Dog Skip
- 1999: Wayward Son
- 1999: The Iron Giant – stemme
- 1998: Hope Floats – med bl.a. Sandra Bullock
- 1997: Excess Baggage – med bl.a. Alicia Silverstone
- 1996: Independence Day – med bl.a. Will Smith
- 1995: Copycat – med bl.a. Sigourney Weaver
- 1991: Little Man Tate – med bl.a. Jodie Foster
- 1990: Memphis Belle

## Andet
- 2006: The Pajama Game (Broadway musical) – skuespiller
- 2004: Only You: In Concert
- 2002-2006: Will & Grace (sæson 5, 6, 7 og 8)
- 2001: Thou Shalt Not (Broadway musical) – komponist
- 1991: Sams Bar – gæsterolle